# Hibi wa Sugiredo Meshi Umashi
Hibi wa Sugiredo Meshi Umashi (日々は過ぎれど飯うまし?) es una serie de televisión de anime japonesa original creada por Atto, el autor de Non Non Biyori, producida por Aniplex y animada por P.A. Works.
Una adaptación del manga ilustrada por Quro comenzará a serializarse en el sitio web de manga Comic Alive+ de Media Factory en el mismo año.

## Personajes
Mako Kawai (河合まこ Kawai Mako?)
 Seiyū: Hana Shimano
Kurea Furudate (古舘くれあ Furudate Kurea?)
 Seiyū: Ai Kakuma
Shinon Ogawa (小川しのん Ogawa Shinon?)
 Seiyū: Yoshino Aoyama
Tsutuji Higa (比嘉つつじ Higa Tsutuji?)
 Seiyū: Natsune Inui
Nana Hoshi (星なな Hoshi Nana?)
 Seiyū: Saya Aizawa
Mokotarō (モコ太郎?)
 Seiyū: Azuki Moeno

## Media

### Manga
Una adaptación del manga ilustrada por Quro comenzará a serializarse en el sitio web de manga Comic Alive+ de Media Factory el 15 de marzo de 2025.

### Anime
La serie de anime original de Atto, producida por Aniplex y animada por P.A. Works, se anunció el 31 de diciembre de 2024. La serie está dirigida por Shinya Kawatsura y Yū Harumi, escrita por Yoshihiro Hiki y compuesta por Hiromi Mizutani. Atto se encarga del diseño original de los personajes, mientras que Hajime Mitsuda adapta los diseños para la animación. La serie se estrenó el 13 de abril de 2025 en Tokyo MX y otros canales. El tema de apertura es "Sora mon ne", interpretado por Asmi. Crunchyroll obtuvo la licencia de la serie fuera de Asia. Plus Media Networks Asia obtuvo la licencia de la serie en el Sudeste Asiático.